# Těmice (okres Pelhřimov)
Obec Těmice (dříve také Temnice, německy Temnitz) se nachází v okrese Pelhřimov v Kraji Vysočina. Žije zde 415 obyvatel.

## Historie
První písemná zmínka o obci pochází z roku 1359.

## Pamětihodnosti
- Kostel svatého Jana Evangelisty
- Myslivna

## Fotogalerie

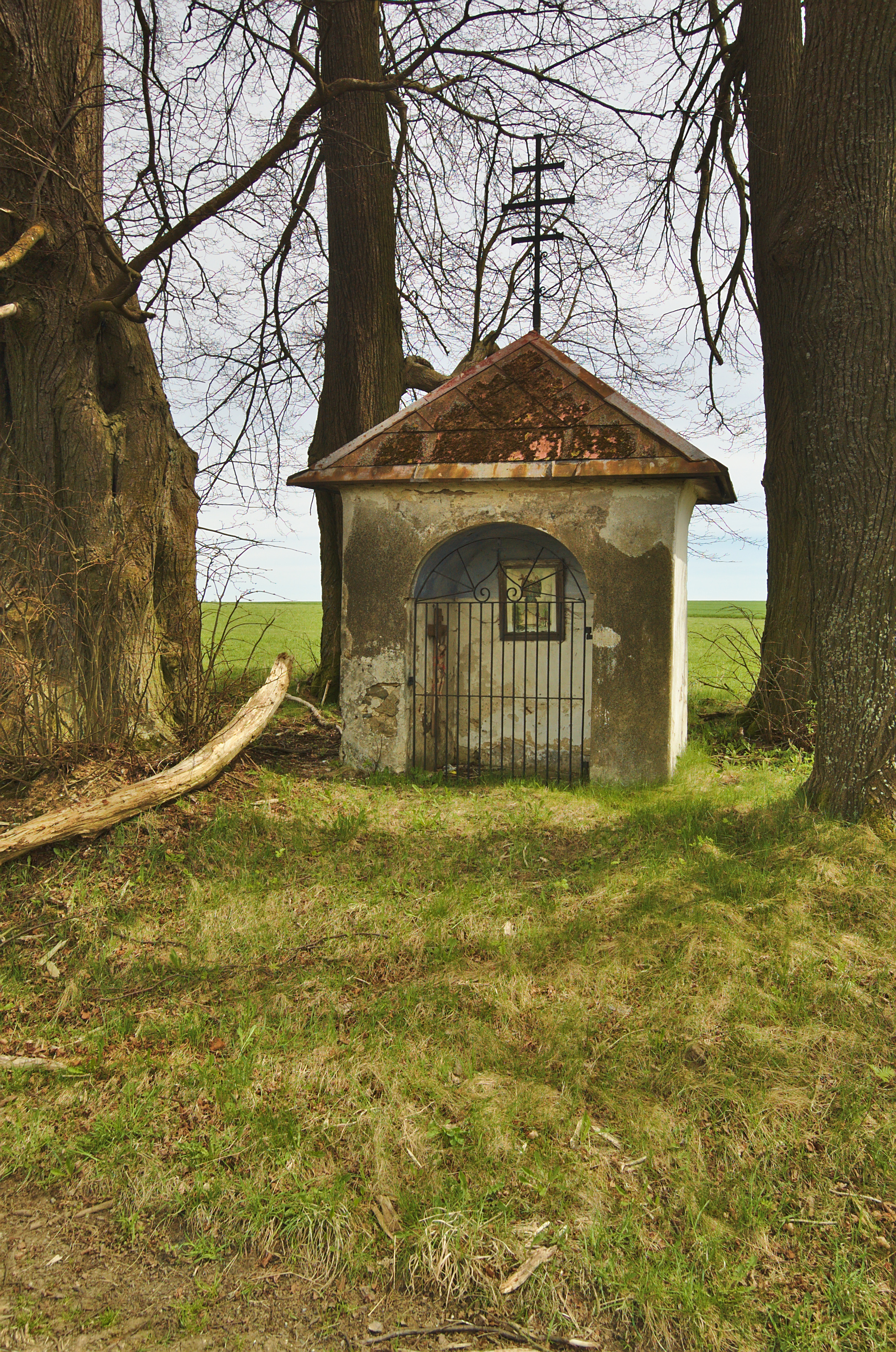
Boží muka severně od obce
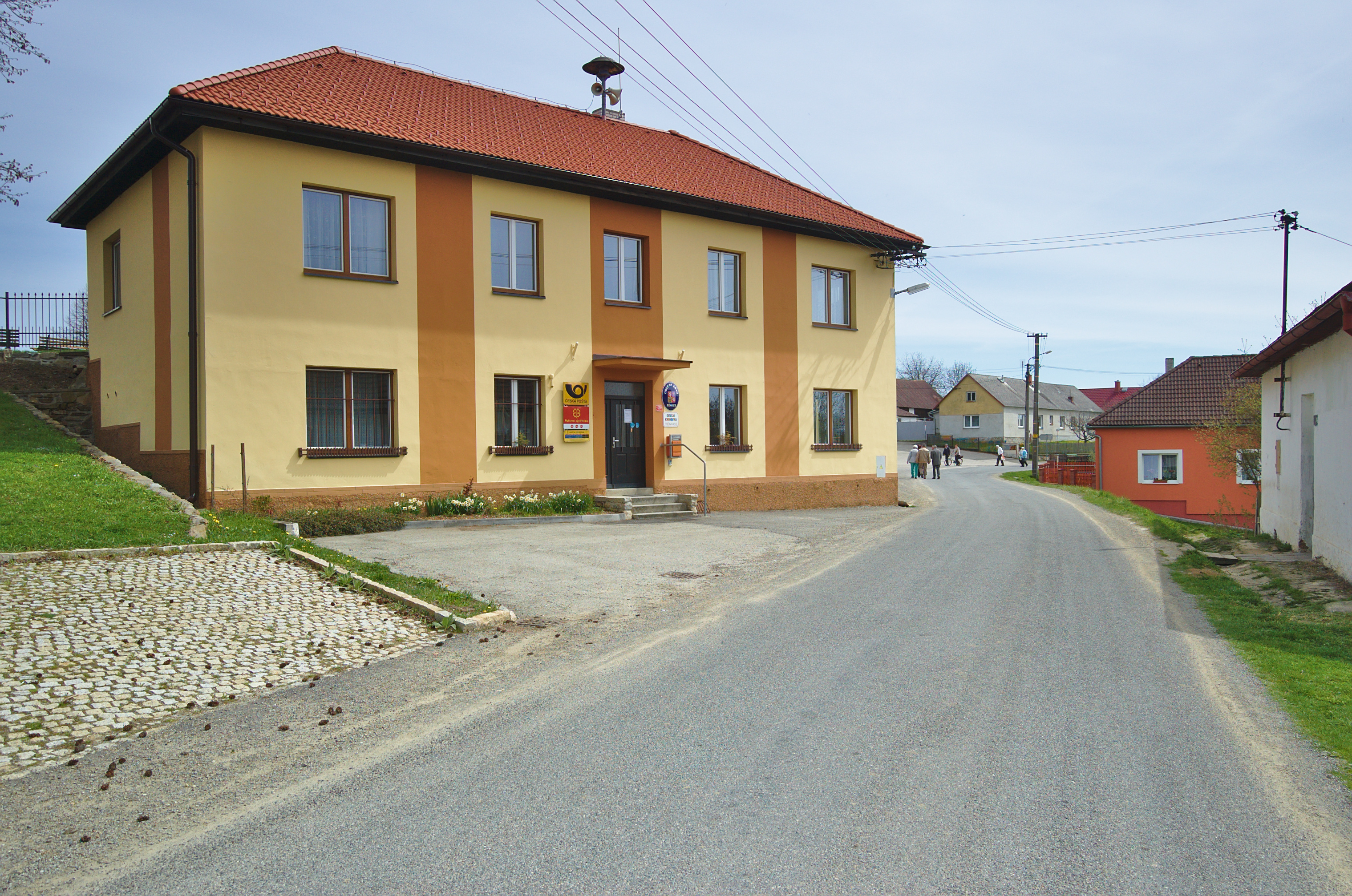
Obecní úřad a pošta
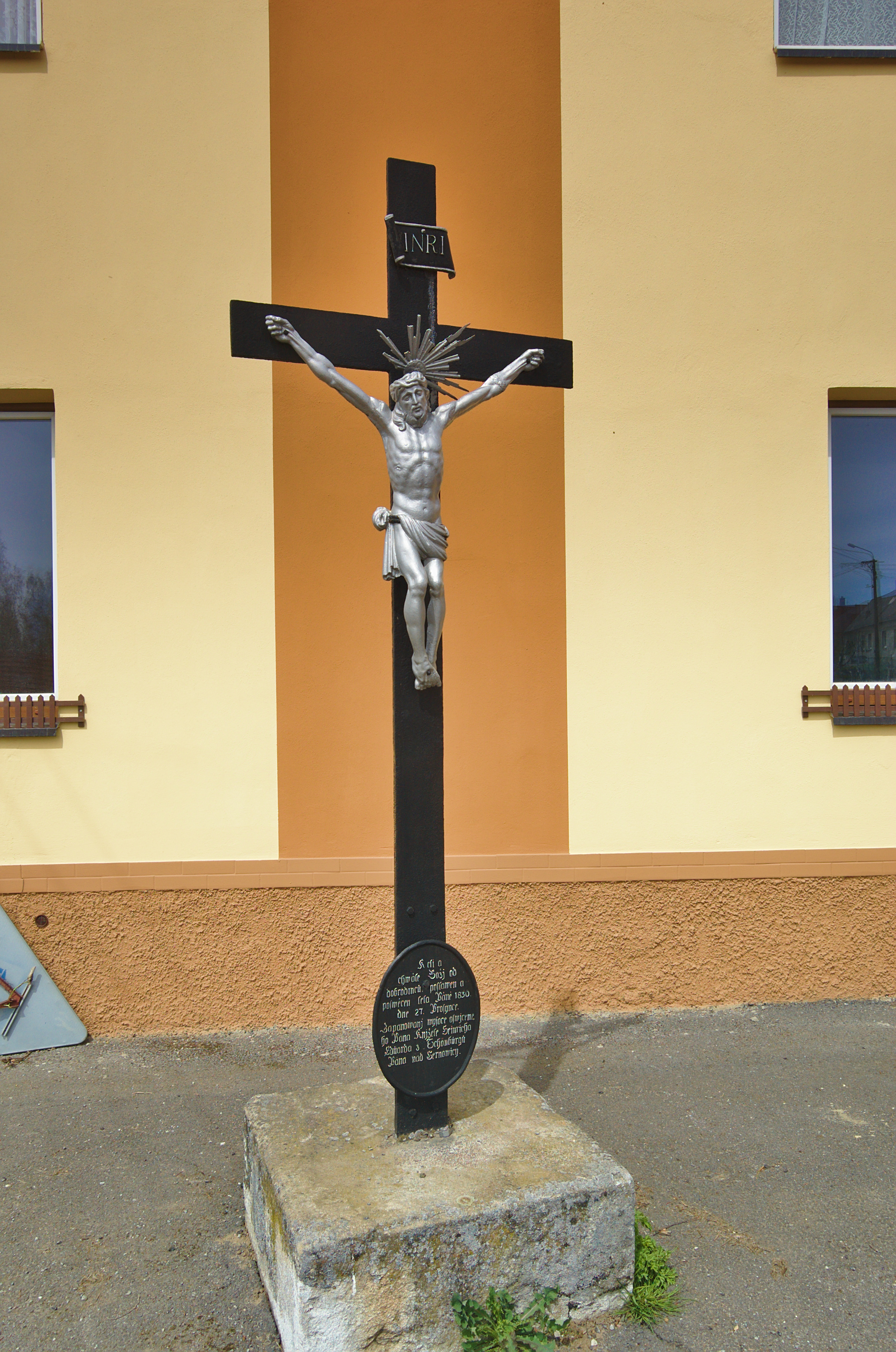
Kříž před obecním úřadem
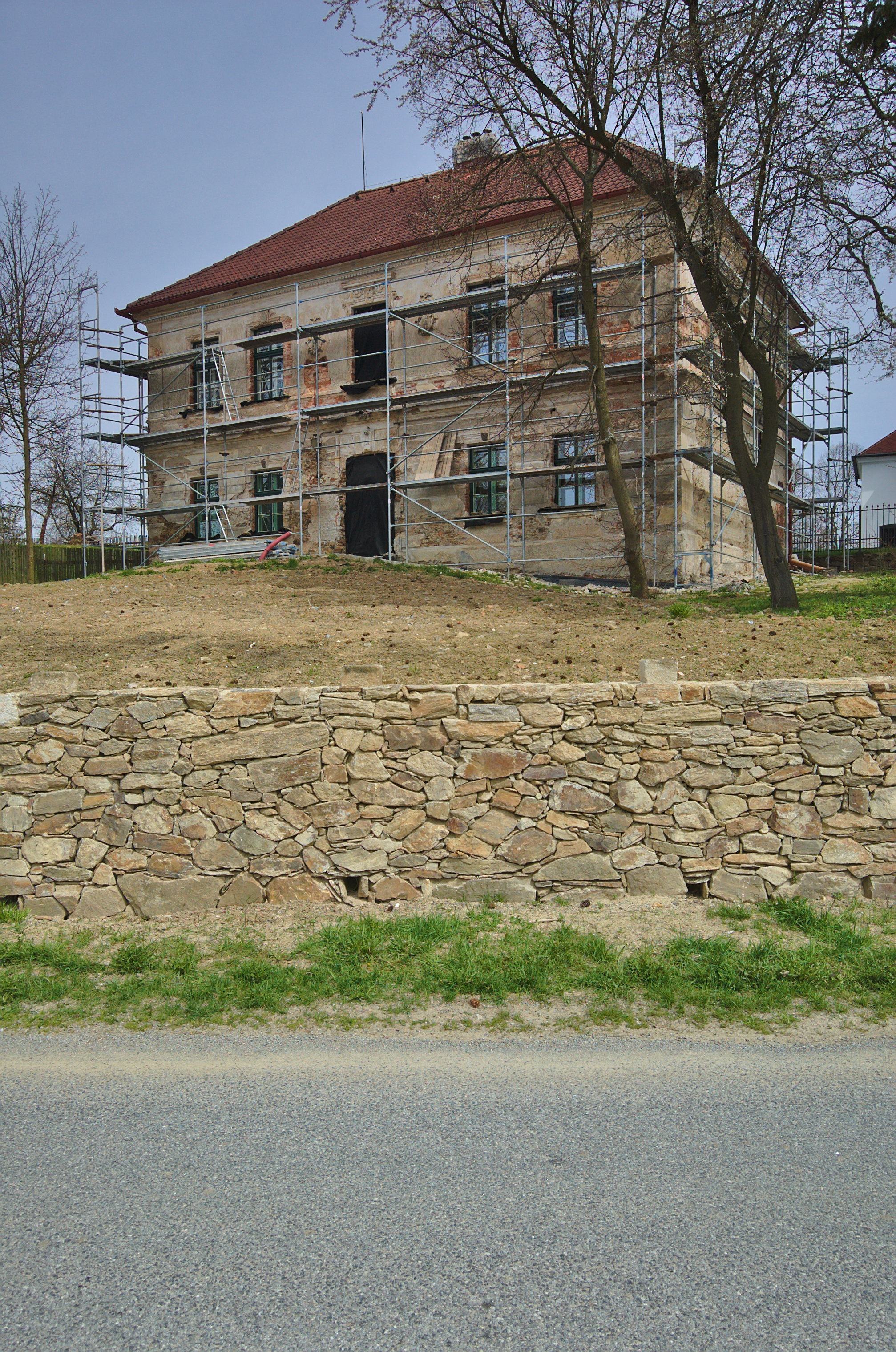
Fara
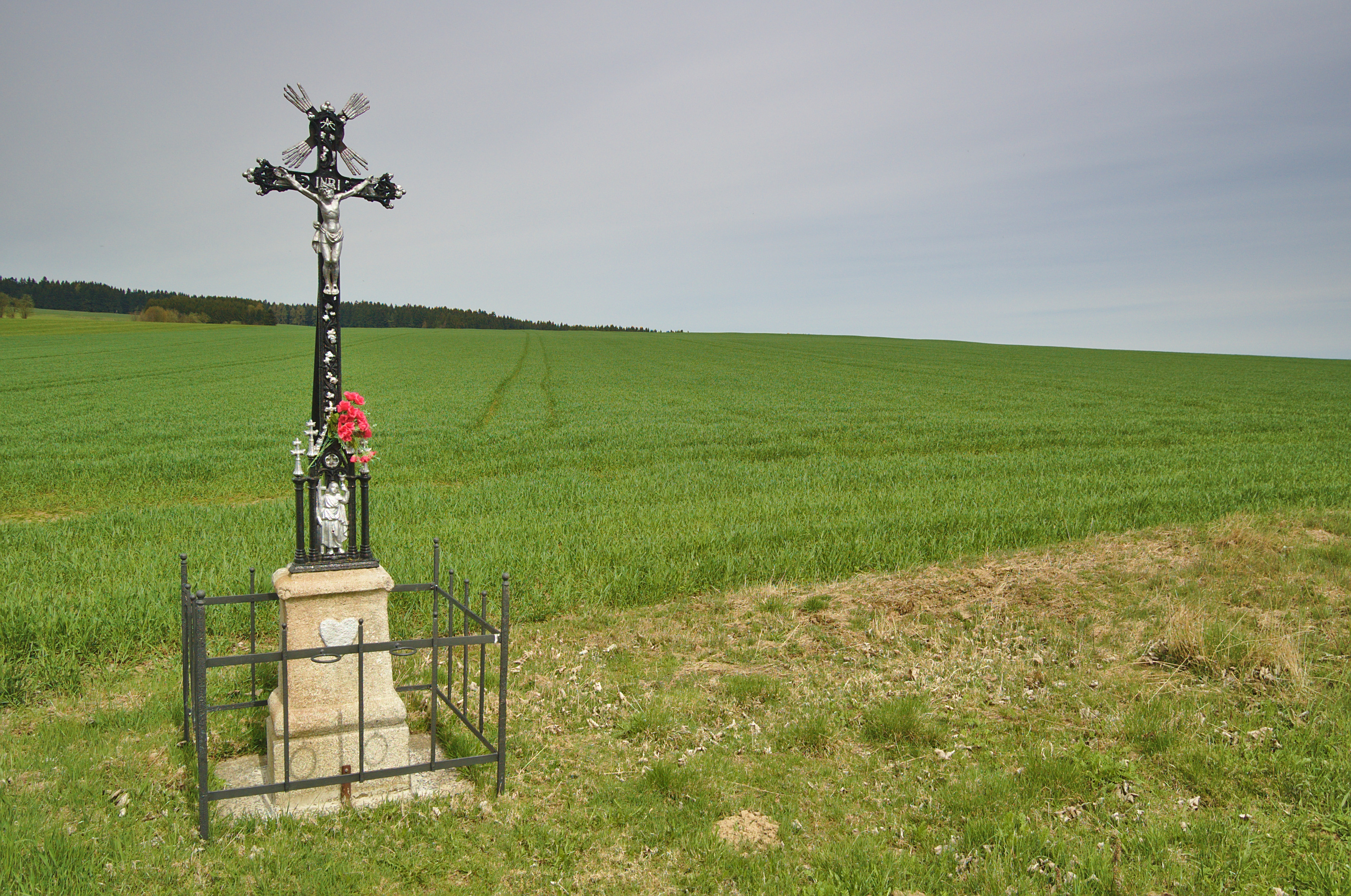
Kříž východně od obce
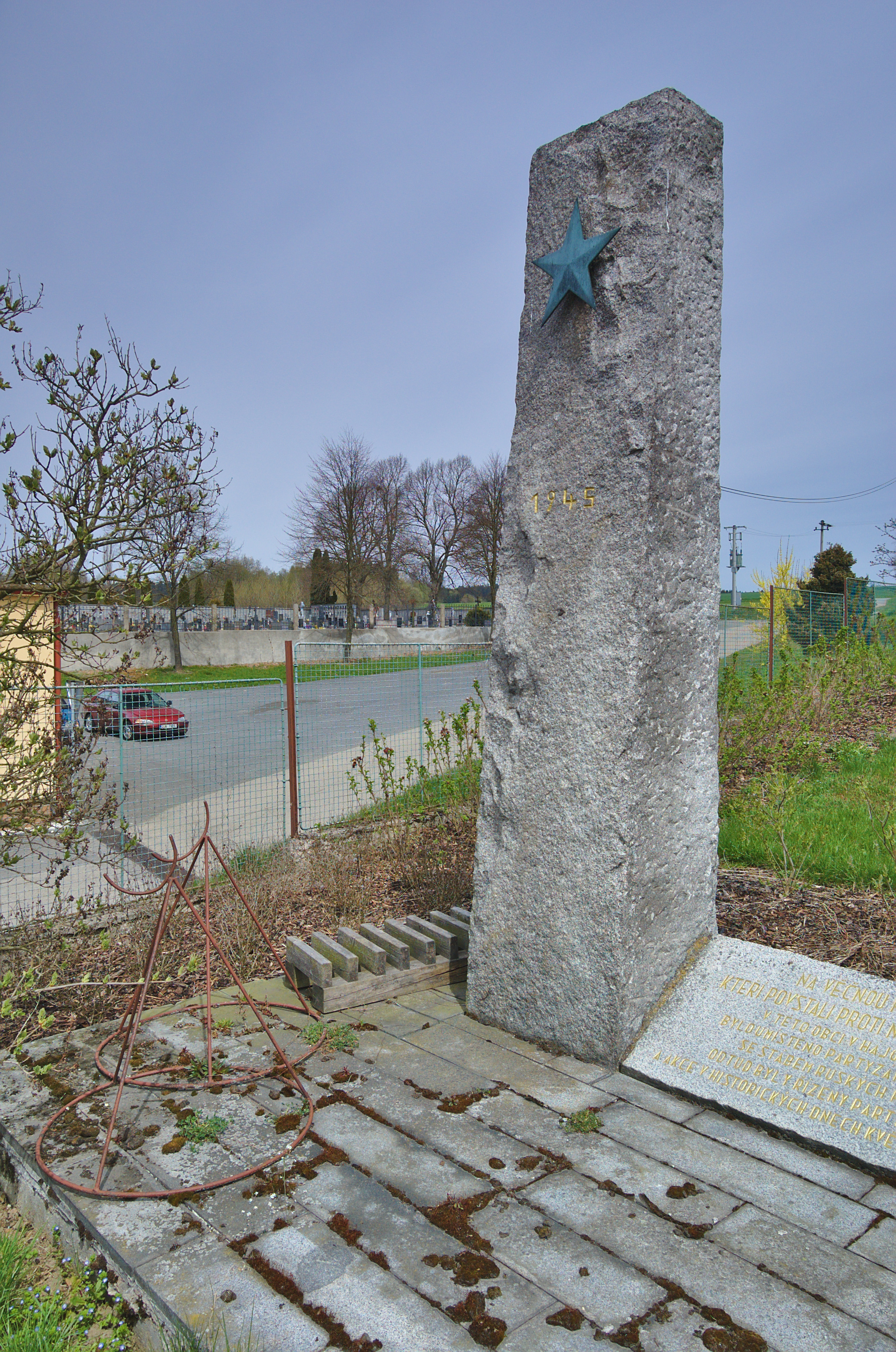
Památník obětem druhé světové války
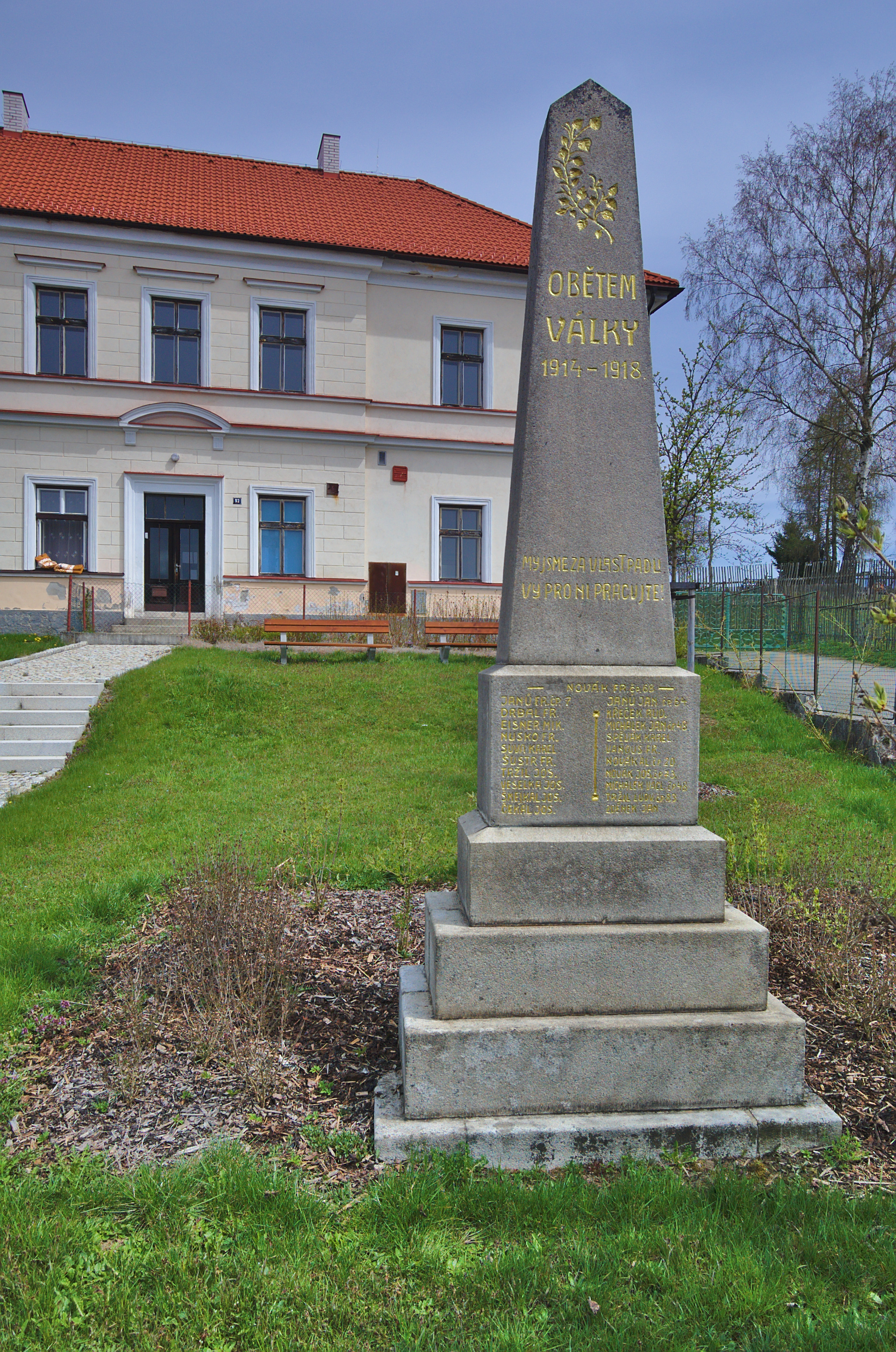
Památník obětem první světové války

## Části obce
- Těmice
- Babín
- Drahoňov
- Dráchov
- Knížata
- Nový Drahoňov